# ЗИФ-25
ЗИФ-25 — советская 100-мм казематная пушка образца 1948 года, спаренная с пулемётом «Максим». Разработана КБ завода № 7. Серийное производство было налажено на заводе «Арсенал».

## Предназначение
Основным назначением пушки была противотанковая оборона в системе укрепрайона.

## Испытания
Войсковые испытания ЗИФ-25 были проведены в ноябре 1947 года в течение 12 дней. Серийно установка ЗИФ-25 изготавливалась на заводе № 7.

## Конструкция
Ствол-моноблок состоял из трубы, казенника, муфты и бороды. Борода служила для крепления штока накатника и штока тормоза отката. Затвор вертикальный клиновой, с полуавтоматикой механического (копирного) типа.
Люлька обойменного типа. С пушкой спарен 7,62-мм пулемет «Максим», закрепленный жестко на люльке пушки. Пулемет имел систему непрерывного охлаждения водой.
Противооткатные устройства состояли из гидравлического тормоза отката веретенного типа с компенсатором и гидропневматического накатника. Подъемный механизм секторного типа, поворотный механизм также секторного типа. Механизм заряжания состоял из лотка и блокирующего устройства.
Закладные части (барабан с трубами, кронштейн с основанием, обводка гильзоотводов и др.) заделаны в бетон и служили основанием пушки. Подпятник с шаром и вертлюгом предназначены для крепления пушки к барабану. При работе поворотным и подъемным механизмами они давали возможность наводить пушку в горизонтальной и вертикальной плоскостях.
Бронирование состояло из неподвижного броневого щита и подвижного бронирования — маски и бронетрубы. Броневой щит прикрывал амбразуру фортификационного сооружения.